# Defender of the Crown (album)
| Recensione | Giudizio |
| ---------- | -------- |
| Rock Hard  | [ 3 ]    |

Defender of the Crown è il terzo album in studio del gruppo epic metal statunitense Brocas Helm pubblicato nel 2004.
Il disco è uscito a distanza di venti anni dall'album d'esordio ed è stato prodotto e pubblicato direttamente dalla band. Le canzoni Cry of the Banshee e Drink the Blood of the Priest fanno parte della colonna sonora del gioco Brütal Legend del 2009 e il brano Children of the Nova Dawn è il primo pezzo mai scritto dalla band.

## Tracce
Testi di Bobbie Wright, Jim Schumacher.
1. Cry of the Banshee – 4:18
2. Defender of the Crown – 3:14
3. Skullfucker – 3:11
4. Drink and Drive – 2:46
5. Blood Machine – 2:56
6. Preludious (strumentale) – 0:29
7. Ghost Story – 3:29
8. Helm's Deep – 3:29
9. Juggernaut – 3:01
10. Time of the Dark – 5:45
11. War Toons – 3:32
12. Never Kissed Goodbye – 4:34
13. Persian Gulf (strumentale) – 2:58
14. Children of the Nova Dawn – 5:13

Durata totale: 48:55

## Formazione
- Bobbie Wright - voce, chitarra
- Jim Schumacher - basso
- Jack Hays - batteria